# باشگاه بسکتبال فولاد هفت الماس قزوین
باشگاه بسکتبال فولاد هفت الماس قزوین نام یکی از باشگاه‌های حرفه‌ای بسکتبال در ایران می‌باشد که در لیگ برتر بسکتبال ایران حضور دارد. این تیم در شهر قزوین می‌باشد و وابسته به شرکت صنایع هفت الماس است.

## تاریخچه
این تیم قبلاً با نام تکماش شناخته می شد ولی در آبان ۱۳۹۲ توسط شرکت صنایع هفت الماس خریداری شد و نام آن به هفت الماس تغییر یافت.
این تیم در لیگ برتر بسکتبال زنان ایران نیز شرکت کرد و در لیگ سال ۱۳۸۶ به مقام چهارم کشور رسید.